# Lassi Karonen
Per Lassi Karonen (Djura, 17 de marzo de 1976) es un deportista sueco que compitió en remo.
Ganó una medalla de plata en el Campeonato Europeo de Remo de 2010, en la prueba de scull individual. Participó en dos Juegos Olímpicos de Verano, ocupando el sexto lugar en Pekín 2008 y el cuarto en Londres 2012, también en el scull individual.

## Palmarés internacional
| Campeonato Europeo | Campeonato Europeo          | Campeonato Europeo | Campeonato Europeo |
| Año                | Lugar                       | Medalla            | Prueba             |
| ------------------ | --------------------------- | ------------------ | ------------------ |
| 2010               | Montemor-o-Velho (Portugal) | Medalla de plata   | Scull individual   |